# Gastón Verón
Gastón Nicolás Verón (Puerto Vilelas, 23 april 2001) is een Argentijns voetballer die doorgaans als aanvaller speelt. Hij stroomde in 2018 door vanuit de jeugd van Argentinos Juniors.

## Carrière
Verón stroomde door vanuit de jeugd van Argentinos Juniors. Hiervoor debuteerde hij op 28 januari 2018 in het eerste elftal, tijdens een met 2–0 gewonnen wedstrijd in de Primera División thuis tegen San Martín. Hij viel toen in de blessuretijd in voor Lucas Barrios. Coach Alfredo Berti gaf Verón op 1 september 2018 voor het eerst een basisplaats. Hij maakte die dag ook zijn eerste doelpunt in het profvoetbal, de 2–0 in een met diezelfde cijfers gewonnen competitiewedstrijd thuis tegen Lanús.

## Clubstatistieken
| Seizoen     | Club               | Competitie       | Competitie | Competitie | Beker | Beker | Internationaal | Internationaal | Totaal | Totaal |
| Seizoen     | Club               | Competitie       | Wed.       | Dlp.       | Wed.  | Dlp.  | Wed.           | Dlp.           | Wed.   | Dlp.   |
| ----------- | ------------------ | ---------------- | ---------- | ---------- | ----- | ----- | -------------- | -------------- | ------ | ------ |
| 2017/18     | Argentinos Juniors | Primera División | 2          | 0          | 0     | 0     | —              | —              | 2      | 0      |
| 2018/19     | Argentinos Juniors | Primera División | 11         | 1          | 2     | 0     | —              | —              | 13     | 1      |
| Club totaal | Club totaal        | Club totaal      | 13         | 1          | 2     | 0     | 0              | 0              | 15     | 1      |

Bijgewerkt t/m 25 mei 2019